# Zádolí

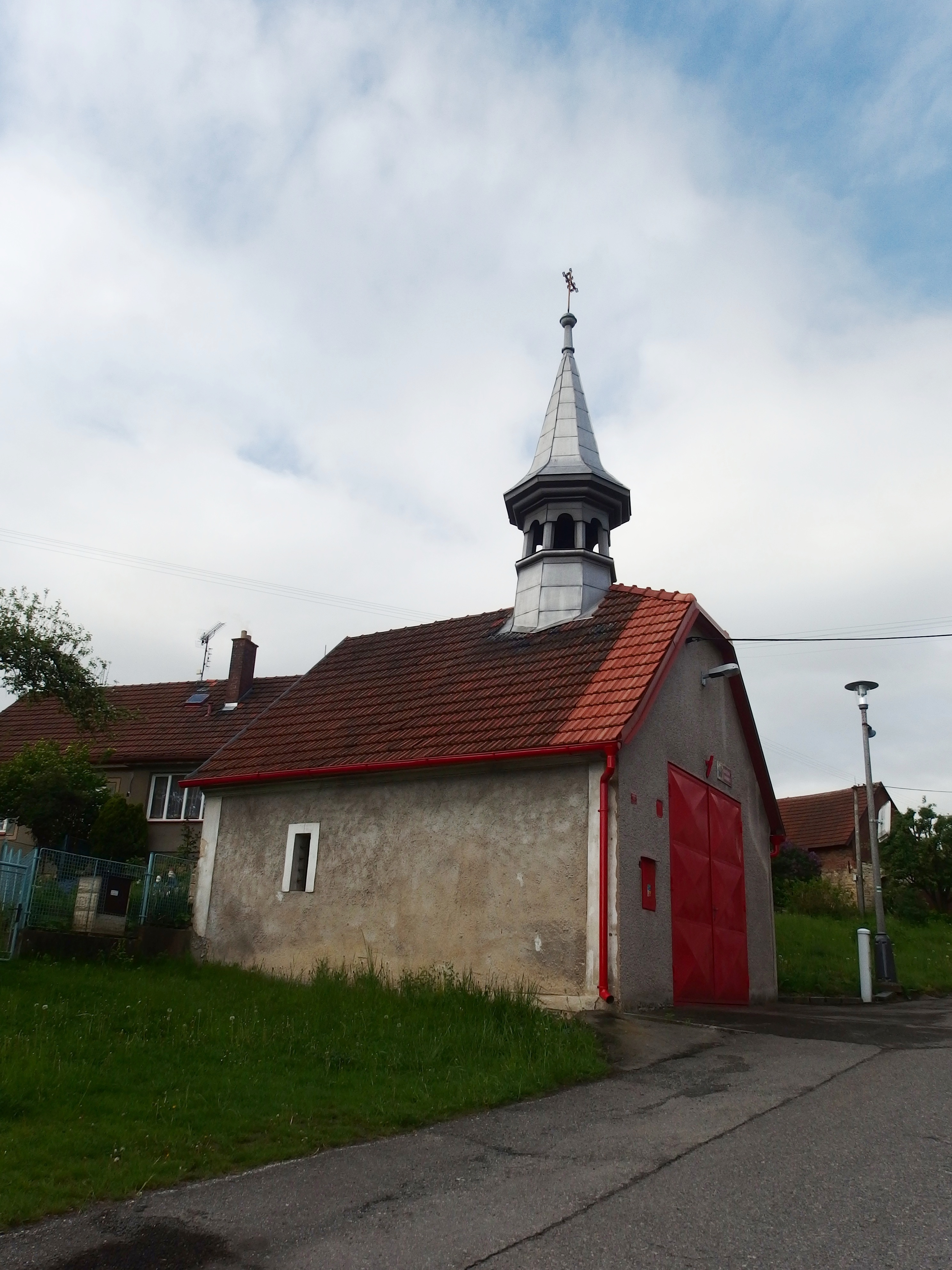
Spritzenhaus in Zádolí

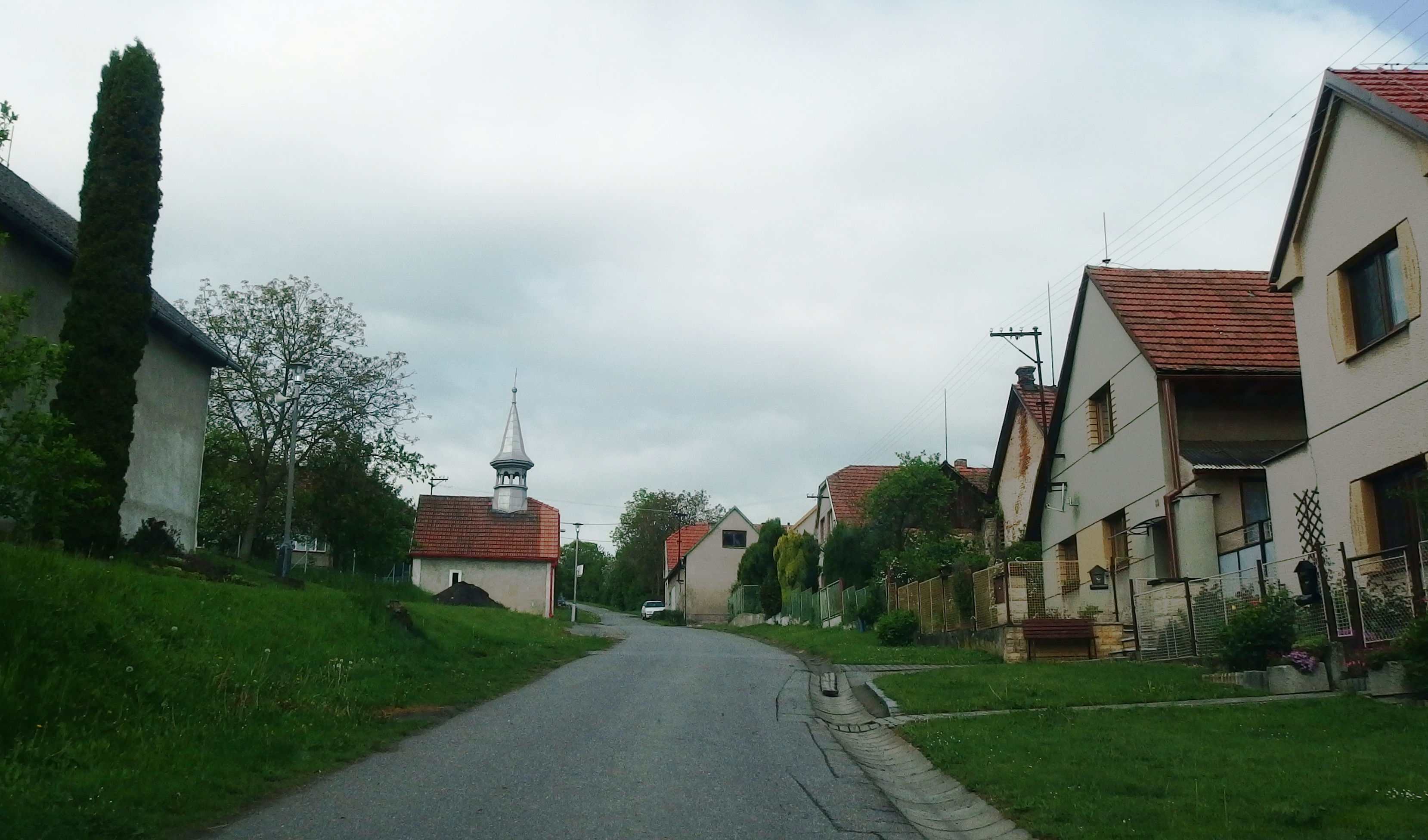
Dorfstraße in Zádolí

Zádolí (deutsch Zadoly, 1939–45: Sadol) ist eine Gemeinde in Tschechien. Sie liegt sechs Kilometer südwestlich von Vysoké Mýto und gehört zum Okres Ústí nad Orlicí.

## Geographie
Das Doppeldorf Zádolí-Stříhanov befindet sich im Tal des Baches Zádolský potok in der Novohradská stupňovina (Neuschlosser Stufenland); am Hang links des Baches erstreckt sich das Straßenangerdorf Zádolí, rechtsseitig das Rundangerdorf Stříhanov. Durch Stříhanov verläuft die Staatsstraße II/357 zwischen Vysoké Mýto und Nové Hrady.
Nachbarorte sind Brteč und Lhůta im Norden, Knířov und Džbánov im Nordosten, Hrušová und Bučina im Osten, Javorník im Südosten, Javorníček und Libecina im Süden, Doubravice und Bílý Kůň im Südwesten, Pustina im Westen sowie Pěšice, Svařeň und Sejtinka im Nordwesten.

## Geschichte
Zádolí und Stříhanov gehörten im Laufe ihrer Geschichte stets zu unterschiedlichen Grundherrschaften. Das ältere der beiden Dörfer ist das 1433 erstmals erwähnte Stříhanov.
Zádolí wurde vermutlich am Übergang vom 15. zum 16. Jahrhundert durch die Besitzer der Burg Nový hrad bei Boží Dům, die Herren Kostka von Postupitz, gegründet. Die erste urkundliche Erwähnung des Dorfes erfolgte am 28. April 1559 als König Ferdinand I. in der Landtafel Jan Žatecky von Weikersdorf die Burg Nový hrad mit den zugehörigen Dörfern erblich überschrieb. Nachfolgende Besitzer waren ab 1580 die Popel von Lobkowitz.
Bei der Erbteilung zwischen den Brüdern Nikolaus und Johann Viktorin von Lobkowitz wurde Zádolí 1594 zusammen mit den weiteren zur Rychta Řepníky gehörigen nördlichen Dörfern von der Herrschaft Nový hrad abgetrennt und der Jan Viktorin von Lobkowitz zugefallenen Herrschaft Hrochow-Teinitz zugeschlagen. 1595 starb Jan Viktorin von Lobkowitz, neuer Besitzer der überschuldeten Herrschaft wurde der Gläubiger Johann Kolowrat-Bezdružický. Nach der Schlacht am Weißen Berg wurde die Ludwig Kolowrat-Bezdružický gehörige Herrschaft konfisziert. Nachfolgende Besitzer waren von 1622 bis 1706 die Freiherren Zeller von Rosenthal. Johann Wenzel Zeller von Rosenthal vermachte die Herrschaft 1706 testamentarisch dem Prämonstratenserkloster Hradisko. Nach der Aufhebung des Klosters fiel die Herrschaft 1786 dem mährischen Religionsfonds zu und unterstand der k.k. böhmischen Staatsgüteradministration. 1824 erfolgte der Verkauf an Georg Prokop von Lilienwald.
Im Jahre 1835 bestand das im Chrudimer Kreis gelegene Dorf Zadoly aus 31 Häusern, in denen 169 Personen lebten. Pfarrort war Kniřow (Knířov). 1844 verkauften die Lilienwaldschen Erben die Herrschaft an den Textilfabrikanten Peter Josef Schlechta. Bis zur Mitte des 19. Jahrhunderts blieb Zadoly der Allodialherrschaft Hrochow-Teinitz untertänig.
Nach der Aufhebung der Patrimonialherrschaften bildeten Zádolí und Stříhanov ab 1849 zwei selbständige Gemeinden im Gerichtsbezirk Hohenmauth. 1860 erfolgte der Zusammenschluss zu einer Gemeinde Zádolí. Ab 1868 gehörte die Gemeinde zum politischen Bezirk Hohenmauth. 1958 erfolgte eine Gemarkungsbereinigung mit der Gemeinde Pustina; dabei wurden die zum Ortsteil Zádolí gehörigen drei Häuser der Ortslage Pustina der Gemeinde Pustina zugeordnet. Im Zuge der Gemeindegebietsreform von 1960 wurde der Okres Vysoké Mýto aufgehoben; seitdem gehört die Gemeinde zum Okres Ústí nad Orlicí.

## Gemeindegliederung
Die Gemeinde Zádolí besteht aus den Ortsteilen Stříhanov (Strihanow, 1939–45: Strihanau) und Zádolí (Zadoly, 1939–45: Sadol), die zugleich auch Katastralbezirke bilden.

## Sehenswürdigkeiten
- Denkmalgeschützte Linde beim Haus Nr. 24 in Zádolí
- Kreuz auf dem Dorfplatz von Stříhanov